# جون إي. مردوخ
جون إي. مردوخ (بالإنجليزية: John E. Murdoch)‏ هو مؤرخ وأستاذ جامعي أمريكي، ولد في 10 مايو 1927 في ميلواكي في الولايات المتحدة، وتوفي في 16 سبتمبر 2010.